# Avantha Masters
L’Avantha Masters est un tournoi annuel de golf se déroulant en Inde. Il est co-sanctionné par le Tour européen, l'Asian Tour et le Professional Golf Tour of India.
Ce tournoi fait partie du Tour européen de 2008 à 2013. En septembre 2013 le sponsor principal a annoncé qui ne renouvelait pas le contrat avec le tour européen. Le tournoi a été retiré du calendrier 2014 des trois circuits où il était inscrit.

## Palmarès
| Année                    | Vainqueur       | Pays            | Score                 |                 |                 |                 |                 |
| Avantha Masters          | Avantha Masters | Avantha Masters | Avantha Masters       | Avantha Masters | Avantha Masters | Avantha Masters | Avantha Masters |
| ------------------------ | --------------- | --------------- | --------------------- | --------------- | --------------- | --------------- | --------------- |
| 2013                     | Thomas Aiken    | Afrique du Sud  | −23 (67-69-62-67=265) |                 |                 |                 |                 |
| 2012                     | Jbe' Kruger     | Afrique du Sud  | −14 (70-69-66-69=274) |                 |                 |                 |                 |
| 2011                     | Shiv Chowrasia  | Inde            | −15 (70-69-67-67=273) |                 |                 |                 |                 |
| 2010                     | Andrew Dodt     | Australie       | −14 (67-68-71-68=274) |                 |                 |                 |                 |
| EMAAR-MGF Indian Masters |                 |                 |                       |                 |                 |                 |                 |
| 2009                     | Annulé          | Annulé          | Annulé                | Annulé          | Annulé          |                 |                 |
| 2008                     | Shiv Chowrasia  | Inde            | −9 (70-71-71-67=279)  |                 |                 |                 |                 |
| Hero Honda Masters       |                 |                 |                       |                 |                 |                 |                 |
| 2004-07                  | Pas disputé     | Pas disputé     | Pas disputé           | Pas disputé     | Pas disputé     |                 |                 |
| 2003                     | Arjun Atwal     | Inde            | −7 (69-71-70-71=281)  |                 |                 |                 |                 |
| 2001-02                  | Pas disputé     | Pas disputé     | Pas disputé           | Pas disputé     | Pas disputé     |                 |                 |
| 2000                     | Arjun Atwal     | Inde            | −18 (68-68-68-66=270) |                 |                 |                 |                 |
| 1999                     | Jyoti Randhawa  | Inde            | −11 (69-69-69-70=277) |                 |                 |                 |                 |
| 1998                     | Jyoti Randhawa  | Inde            | −13 (69-67-73-66=275) |                 |                 |                 |                 |